# Izidor István Marosi
Izidor István Marosi (* 27. März 1916 in Újkécske; † 14. November 2003) war ein ungarischer katholischer Geistlicher und Bischof von Vác.

## Leben
Izidor István Marosi empfing am 22. Juni 1941 die Priesterweihe.
Am 31. März 1979 wurde er zum Weihbischof in Vác und Titularbischof von Maxula Prates ernannt. Der Erzbischof von Esztergom, László Kardinal Lékai, weihte ihn am 30. April desselben Jahres zum Bischof; Mitkonsekratoren waren Árpád Fábián OPraem, Bischof von Szombathely, Imre Kisberk, Bischof von Székesfehérvár, und József Bánk, Erzbischof ad personam von Vác.
Der Papst ernannte ihn am 3. März 1987 zum Bischof von Vác. Am 11. Februar 1992 nahm Johannes Paul II. seinen altersbedingten Rücktritt an.